# 2017–2018-as magyar gyeplabdabajnokság
A 2017–2018-as magyar gyeplabdabajnokság a nyolcvannyolcadik gyeplabdabajnokság volt. A bajnokságban négy csapat indult el, a csapatok három kört játszottak.

## Tabella
| #  | Csapat          | M | Gy | D | V | G+ | G- | P  |
| -- | --------------- | - | -- | - | - | -- | -- | -- |
| 1. | Soroksári HC    | 9 | 9  | 0 | 0 | 44 | 6  | 27 |
| 2. | Építők HC       | 9 | 6  | 0 | 3 | 25 | 20 | 18 |
| 3. | Szt. László DSE | 9 | 2  | 0 | 7 | 10 | 26 | 6  |
| 4. | Olcote HC       | 9 | 1  | 0 | 8 | 9  | 36 | 3  |

* M: Mérkőzés Gy: Győzelem D: Döntetlen V: Vereség G+: Ütött gól G-: Kapott gól P: Pont